# Sigi Hoppe
Sigi Hoppe (bürgerlich Siegfried Hoffmann; * 29. Februar 1936; † 12. Juni 2010 in Bremen) war ein deutscher Schlagersänger.

## Leben
Siegfried Hoffmann war sowohl zusammen mit Anderen unter diversen Pseudonymen als auch solo als „Sigi Hoppe“ aktiv.
Im Teenageralter begann er gemeinsam mit Horst Half und Klaus Jacob im norddeutschen Raum unter dem Namen „(Die Drei) Sihoclas“ aufzutreten, wobei sie Parodien und Seemannslieder vortrugen. In Kooperation mit Carl Bay veröffentlichten sie 1961 eine erste EP. Außerdem nahmen sie als „Drei Pepis“ volkstümliche Lieder auf. Sie arbeiteten mit dem Produzenten und Schlagersänger Ronny (Wolfgang Roloff) zusammen, für dessen Produktionen sie als Chor fungierten. Als „Rio Rangers“ wirkten sie auch live als seine Begleitband. 1967 nahmen sie unter dem Bandnamen „Jakobiner“ frivole Schlager mit Produzent Rolf Simson auf.
Als Solointerpret gelangte Sigi Hoppe mit dem von Wolfgang Roloff produzierten Lied Zehn Kosaken und kein Gewehr im Februar 1967 kurzzeitig auf Platz 36 der deutschen Singlecharts.
Von 1976 bis zum Renteneintritt 1999 arbeitete Hoffmann als Musikschullehrer und stellvertretender Musikschulleiter im Landkreis Verden. Danach leitete er weiterhin die Big Band der Kreismusikschule.

## Diskografie
Gemäß Discogs.

### Singles
| Titel (A)                                    | Titel (B)                                    | Jahr |
| -------------------------------------------- | -------------------------------------------- | ---- |
| Oh Sulima-nichts zu küssen, nichts zu beißen | Was ist los mit der Lilli                    | 1966 |
| Klipp, klipp, klipp, die Müllerin            | Nimm den goldenen Ring von mir               | 1967 |
| In Abessinien                                | Der Major                                    | 1967 |
| Zehn Kosaken, kein Gewehr                    | Du junger Legionär                           | 1967 |
| Und der Himmel hängt voller Gitarren         | In einem Polenstädtchen                      | 1968 |
| Wasser ist zum Waschen da                    | Leila                                        | 1968 |
| Hey Barberina                                | Klara                                        | 1969 |
| Böhmerland                                   | Ein Unglück kommt selten allein              | 1969 |
| So heiß ist Marokko                          | Schon wieder eine Seele vom Alkohol gerettet | 1970 |
| Eine Nacht in Madeira                        | Dann wird alles wieder gut                   | 1971 |
| Singe mit, hallo                             | Wer das Glück hat                            | 1972 |
| Vater Abraham hat sieben Söhne               | Ein andres Mädchen will ich nicht            | 1973 |
| Ja wir sind Balla-Balla                      | Theobald stell' die Flaschen kalt            | 1975 |
| Hulda                                        | Melanie                                      | 1976 |
| Komm mit nach Rio de Janeiro                 | Erzähl mir keine Märchen Christiane          | 1994 |

### Alben

#### Langspielplatte
- Liebe, Laster, Legionäre – Gepfefferte Sachen mit Sigi Hoppe[6]
  - 1. Seite: Leila / Zehn Kosaken, kein Gewehr / In Abessinien / Wenn ich steh' an der Bar und habe kein Geld / Du junger Legionär / Was ist los mit der Lilli
  - 2. Seite: Wasser ist zum Waschen da / Oh Sulima – nichts zu küssen, nichts zu beißen / Der Major / Heißer Sand / Nimm den goldenen Ring von mir / Klipp, klipp, klipp, die Müllerin

#### CD
Da Bin Ich Wieder (1994)
Trackliste
1. Komm Mit Mir Nach Rio De Janeiro 3:30
2. Du Mein Schatz Ich Warne Dich 3:26
3. Wasser Ist Zum Waschen Da 1) 2:06
4. Komm Mit Zur Nordsee 2:35
5. Das Spiel Im Labyrinth 3:18
6. Leila 1) 2:34
7. Am 29. Februar Habe Ich Geburtstag 3:45
8. Einen Ki Einen Ka Einen Kaktus 2:10
9. Singe Mit Hallo 1) 2:50
10. Es Geht Alles Vorüber, Es Geht Alles Vorbei 3:14
11. Rio Am Rhein 3:19
12. 10 Kosaken Und Kein Gewehr 1) 2:55
13. Erzähl Mir Keine Märchen, Christiane 4:00
14. Oh Sulima - Kennst Du Nicht Mein Verlangen? 1) 2:37

1) Originalaufnahmen
1. ↑  Coverversion des Liedes von "Die Peheiros"